# (24916) Stelzhamer
(24916) Stelzhamer ist ein Asteroid des Hauptgürtels, der am 7. März 1997 vom österreichischen Amateurastronomen Erich Meyer an der Sternwarte Davidschlag (IAU-Code 540) in der Nähe von Linz in Österreich entdeckt wurde.
Das Objekt wird den Spektral-Klassen SFC zugeordnet und besitzt eine Absolute Helligkeit von 16,4 mag. Der geschätzte Durchmesser ist ungefähr 1,41 km, was sich aus einer Lichtkurvenmessung ergeben hat.
Der Asteroid wurde am 6. Januar 2003 nach dem österreichischen Dichter und Novellisten Franz Stelzhamer (1802–1874) benannt, der als bedeutendster Vertreter oberösterreichischer Mundartdichtung gilt und der Textdichter der oberösterreichischen Landeshymne, des Hoamatgsangs ist.